# Вертуновка
Вертуно́вка — село в Бековском районе Пензенской области России. Административный центр Вертуновского сельсовета . До упразднения уездно-губернского деления в составе Сердобского уезда Саратовской губернии, волостной центр Вертуновской волости. Основан в начале 18 века.

## География
Село расположено на юге Бековского района. Расстояние до районного центра пгт. Беково — 8,3 км, расстояние до областного центра г. Пензы — 167 км.

## История
Село основано между 1700 и 1720 годами, принадлежало Московскому Благовещенскому собору, затем перешло к помещику Ф. Г. Тюфякину. На карте Генерального межевания 1859 года показана как село Никольское (Вертуновка тож). По исследованиям историка — краеведа Полубоярова М. С. село названо по местности вирьхть (мокша-морд.) «леса», -овка — русский уменьшительный аффикс. В 1859 году — казённое село Вертуновка, при безымянном ручье и колодцах, 238 дворов, число жителей — 1707 душ, из них 830 душ мужского пола и 877 душ женского, в селе — православная церковь и 3 поташных завода. В 1861 году построена однопрестольная, деревянная церковь во имя св. Николая Чудотворца, которая была закрыта согласно постановлению Бековского райисполкома от 30 августа 1936 года и была передана под «клуб-кино». В мае 2011 года открыт вновь построенный и освящённый храм в честь Святителя Николая.
В 1911 году — село Вертуновка, центр Вертуновской волости Сердобского уезда Саратовской губернии, в селе имелись церковь, земское двухклассное училище и церковно-приходская школа, 666 дворов, численность населения — 5058 душ, из них 2529 душ мужского пола и 2529 душ женского; площадь крестьянских посевов составляла 2499 десятин, из них на надельной земле — 2270 десятин, на арендованной — 229 десятин; железных плугов — 30, молотилок — 5, веялок — 10. До 1923 года — волостной центр Сердобского уезда, затем в Бековской волости Сердобского уезда, в 1928 году — центр Вертуновского сельсовета вновь созданного Бековского района Нижне-Волжского края. В 1936 году построен сахарный завод. С 1939 года село вошло во вновь образованную Пензенскую область. В 1955 году — центр сельсовета в Бековском районе Пензенской области, располагалась центральная усадьба колхоза «Сталинское знамя». В 1970-х годах — центральная усадьба совхоза «Вертуновский». В 1980-х годах совхоз «Вертуновский» — крупное хозяйство по производству говядины на промышленной основе, в среднем за 1985—1987 годы государству ежегодно сдавалось около 24 тыс. голов крупного рогатого скота.

## Население
| Численность населения по годам | Численность населения по годам | Численность населения по годам | Численность населения по годам | Численность населения по годам | Численность населения по годам | Численность населения по годам | Численность населения по годам |
| 1747                           | 1811                           | 1859                           | 1877                           | 1897                           | 1911                           | 1926                           | 1939                           |
| ------------------------------ | ------------------------------ | ------------------------------ | ------------------------------ | ------------------------------ | ------------------------------ | ------------------------------ | ------------------------------ |
| 300                            | ↗1500                          | ↗1707                          | ↗2493                          | ↗3325                          | ↗5058                          | ↘4392                          | ↘3248                          |
| 1959                           | 1979                           | 1989                           | 1998                           | 2004                           | 2007                           | 2010                           | 2011                           |
| ↘2872                          | ↘1749                          | ↘1625                          | ↗1773                          | ↘1679                          | ↘1643                          | ↘1621                          | →1621                          |

## Известные уроженцы, жители
В 1905 году в селе родились Е. А. Васюкова, П. В. Калинин.

## Инфраструктура
В селе имеются: фельдшерско-акушерский пункт, средняя школа, детский сад, библиотека, дом культуры, дом быта, парикмахерская, торговый центр. Село газифицировано, имеется централизованное водоснабжение.
Через село проходят автодороги регионального значения «Беково — Сосновка — Варварино» и «Вертуновка — Нестеровка» с асфальтным покрытием. В 4 км от села Вертуновка расположена станция Вертуновская Юго-Восточной железной дороги, обеспечивающая пассажирское сообщение на Москву, Саратов, Астрахань и другие города.

## Достопримечательности
- Памятник воинам-землякам, погибшим в годы Великой Отечественной войны;
- Курган, расположенный в окрестностях села (не датирован)[10];
- Храм Святителя Николая Чудотворца, открытый 21 мая 2011 г.;
- Родился известный русский религиозный философ Виктор Иванович Несмелов (1863—1937);
- В июле 2018 года в селе Вертуновка, Бековского района Пензенской области, установлен памятник матросу, санитару крейсера «Варяг» — Сшивнову Петру Спиридоновичу (1876—1968), участвовавшему в боях у Чемульпо[16][17].

## Фотографии села

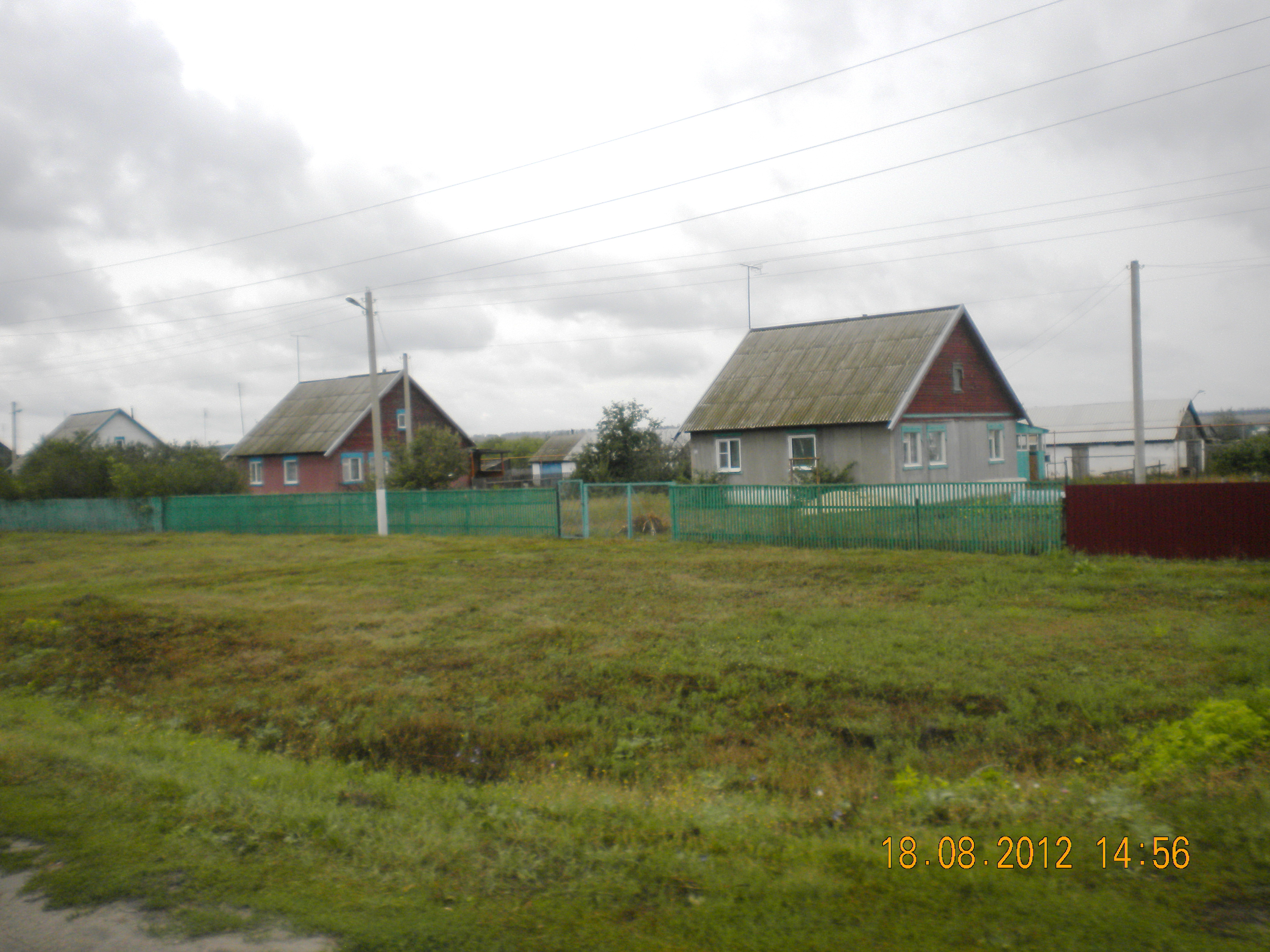
Дома в селе Вертуновка. 2012
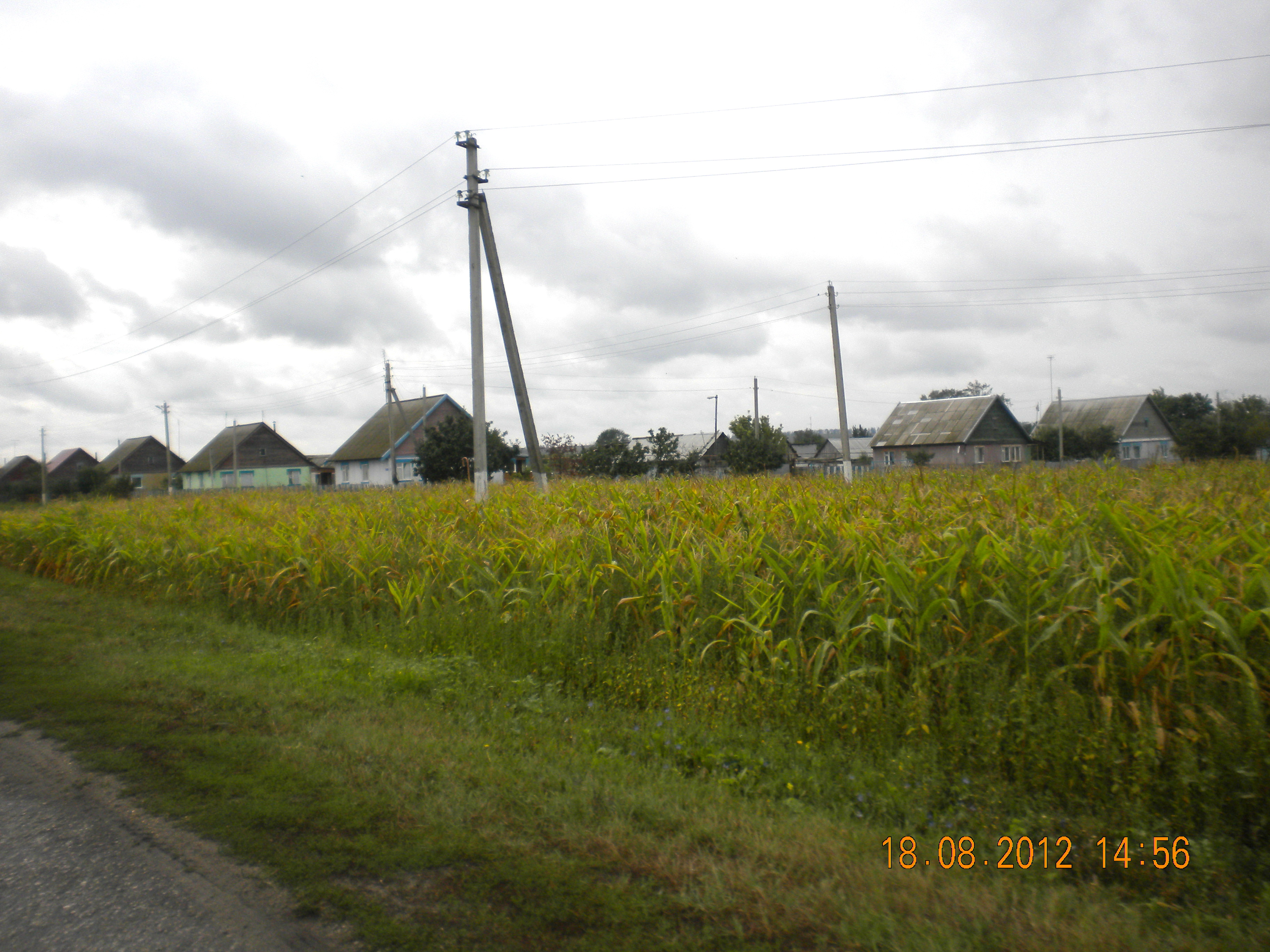
Въезд в село Вертуновка со стороны пгт. Беково. 2012
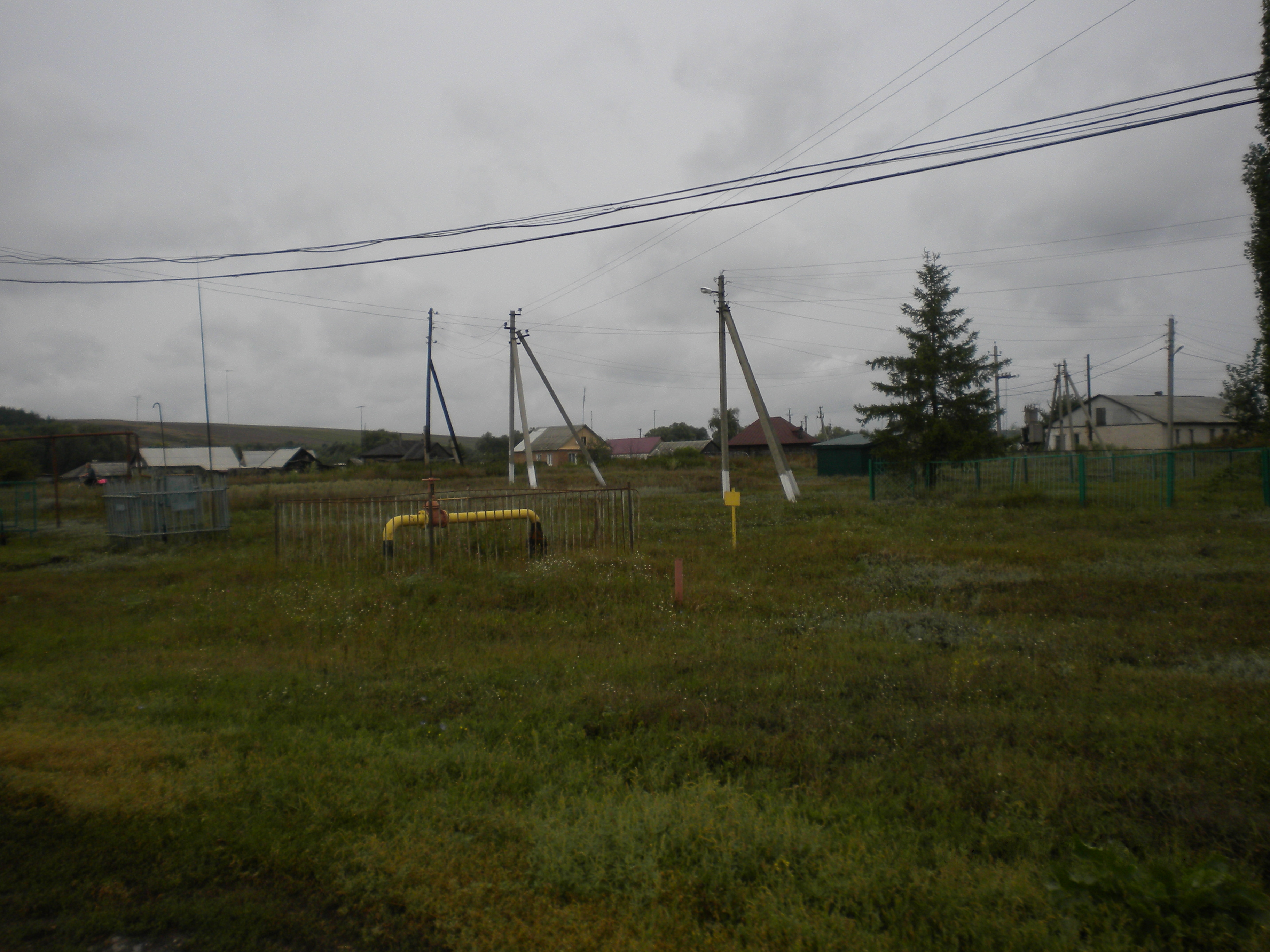
Село Вертуновка. Пензенская область. 2012
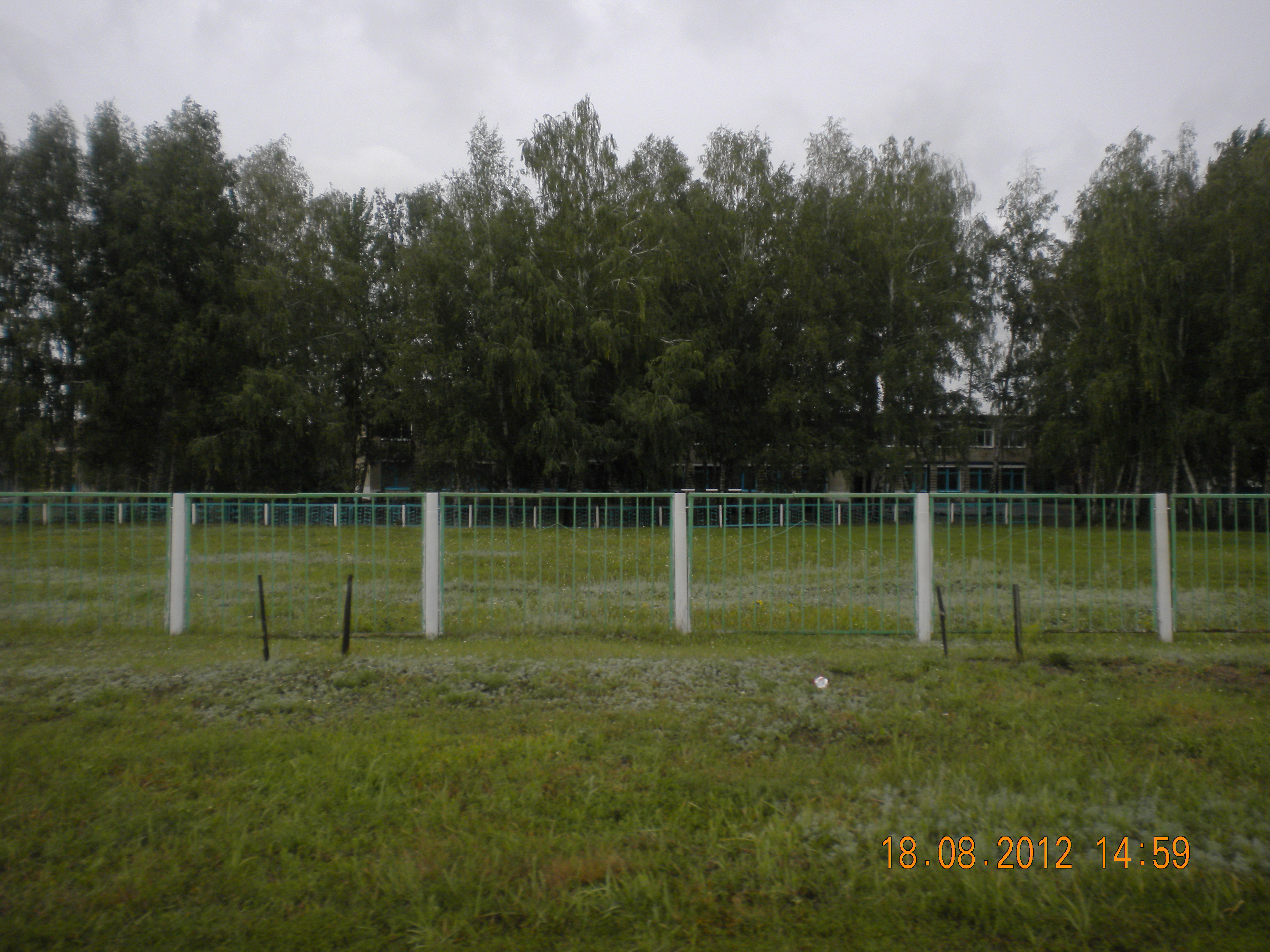
Средняя школа села Вертуновка. 2012
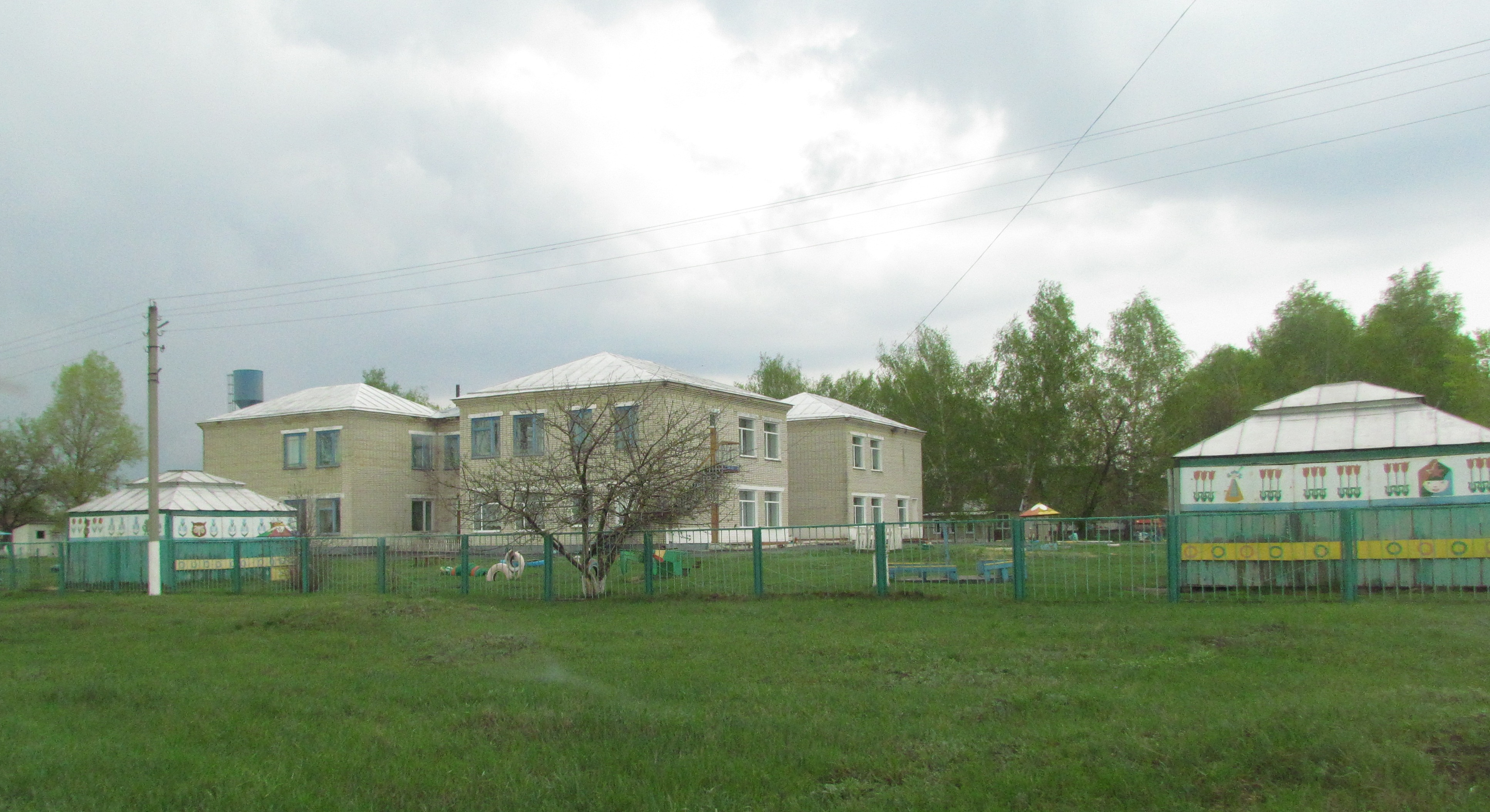
Детский сад «Сказка» села Вертуновка. 2015
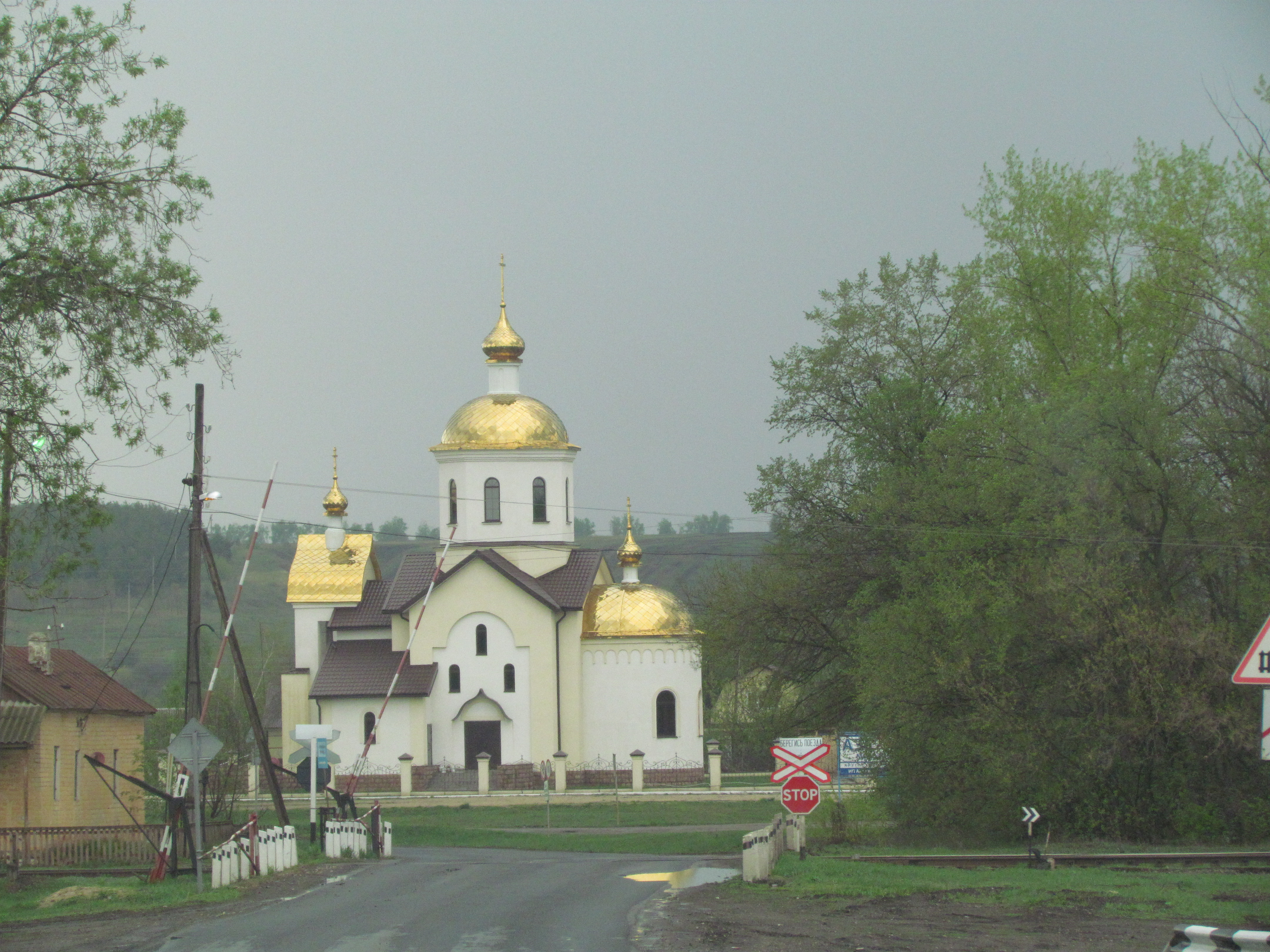
Храм святителя Николая Чудотворца. 2015
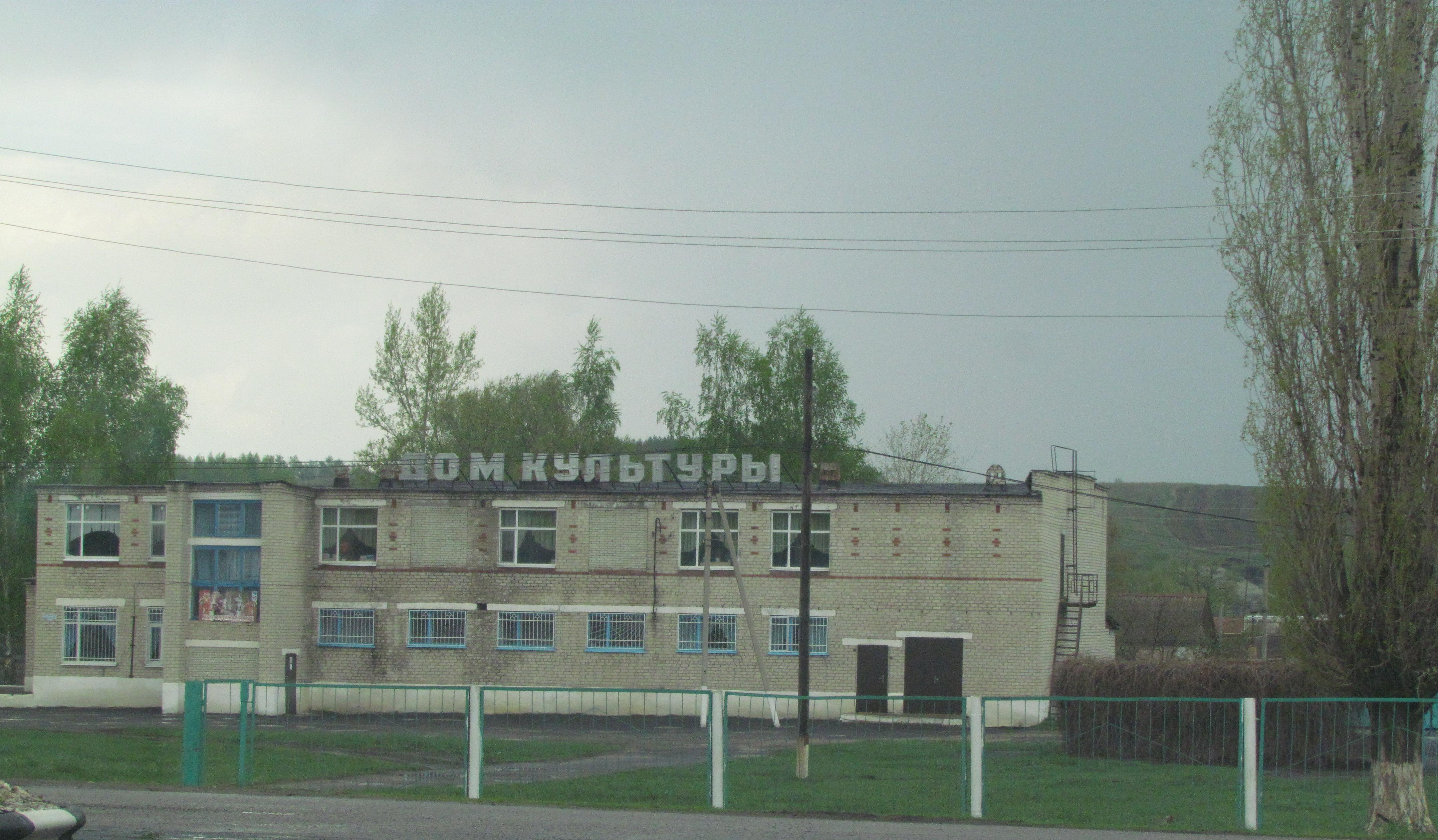
Дом культуры села Вертуновка. 2015
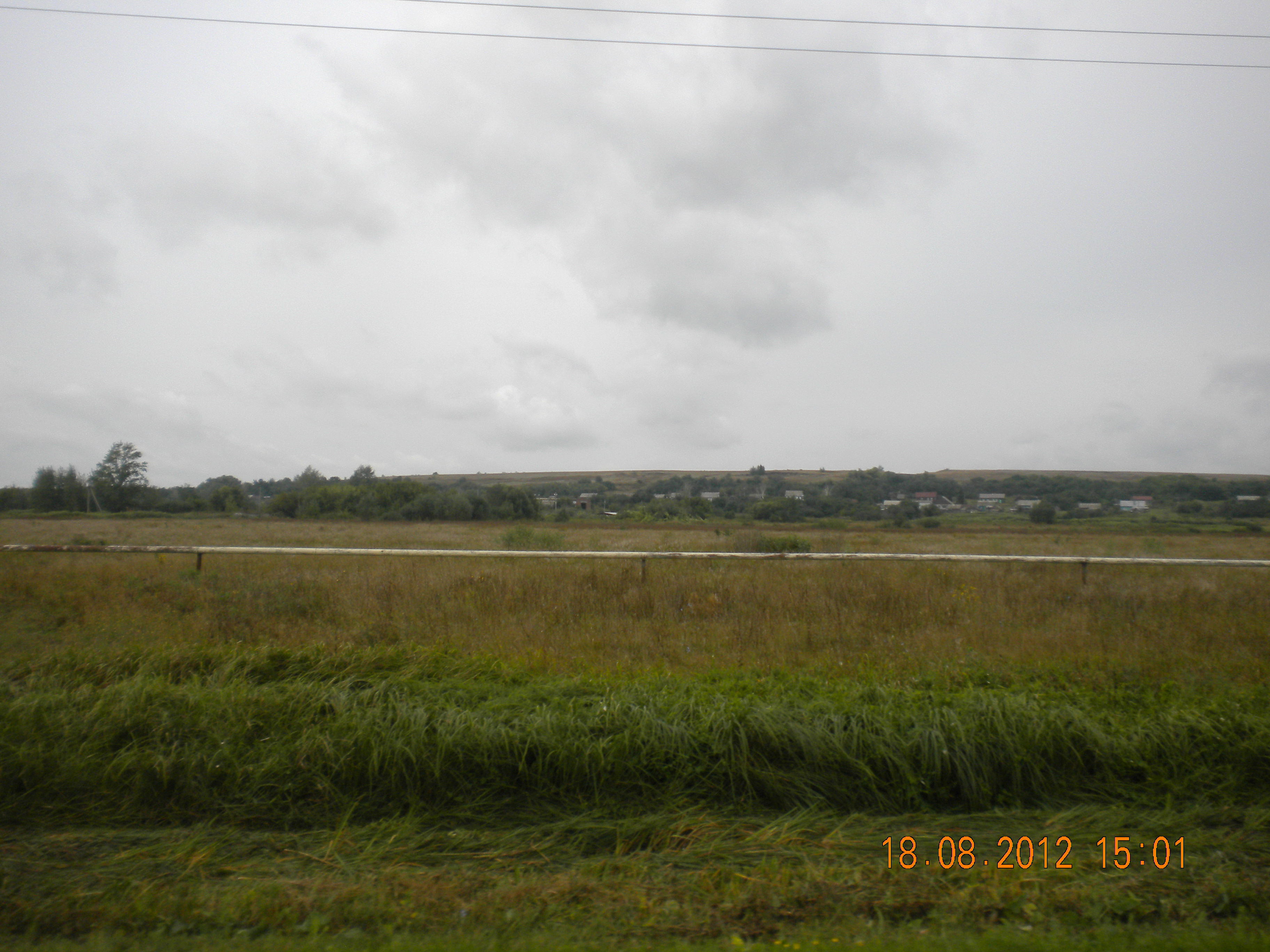
Село Вертуновка. Вид с трассы Вертуновка-Сосновка. 2012